# ماي كوستيلو
ماي كوستيلو (بالإنجليزية: Mae Costello)‏ هي ممثلة أمريكية، ولدت في 13 أغسطس 1882 ببروكلين في الولايات المتحدة، وتوفيت في 2 أغسطس 1929 بلوس أنجلوس في الولايات المتحدة.

## وصلات خارجية
- ماي كوستيلو على موقع IMDb (الإنجليزية)
- ماي كوستيلو على موقع قاعدة بيانات الفيلم (الإنجليزية)